# Oebelo (Amanuban Selatan)
Oebelo is een bestuurslaag in het regentschap Timor Tengah Selatan van de provincie Oost-Nusa Tenggara, Indonesië. Oebelo telt 3267 inwoners (volkstelling 2010).